# Новоусманово (Чишминский район)
Новоусманово (баш. Яңы Уҫман) — деревня в Чишминском районе Республики Башкортостан Российской Федерации. Входит в состав Шингак-Кульского сельсовета.

## Топоним
Была известна также под названием Новомуталыпово.
Современное название сопряжено с названием деревни Староусманово современного Благоварского района

## География
Находится в месте впадения реки Балышлы в реку Дёму.

### Географическое положение
Расстояние до:
- районного центра (Чишмы): 18 км.

## История
Деревня была основана в 1870‑е годы жителями деревни Усманово Уфимского уезда. 
До 2008 года административный центр Новоусмановского сельсовета. После его упразднения вошла в состав Шингак-Кульского сельсовета (Закон Республики Башкортостан от 19.11.2008 N 49-з «Об изменениях в административно-территориальном устройстве Республики Башкортостан в связи с объединением отдельных сельсоветов и передачей населённых пунктов»).

## Население
В 1896 году в деревне насчитывалось 45 дворов; проживали 205 человек.
| 2002 | 2009 | 2010 |
| ---- | ---- | ---- |
| 169  | ↗224 | ↘190 |

## Известные уроженцы
- Махмутов, Анас Хусаинович (1930-2020) — доктор экономических наук, профессор (1984), заслуженный деятель науки РФ и БАССР, академик Академии наук Республики Башкортостан (с 1995).
- Мустафин, Ямиль Мустафьевич (1927-2021) — татарский, башкирский и советский прозаик, переводчик, член Союза писателей СССР, заслуженный работник культуры Башкирской АССР.

- Махмутов, Шамиль Ахметович (1935-2020) — юрист, член Верховного суда Башкирской АССР (1968-1972), 2002-2009 президент адвокатской палаты Республики Башкортостан.

- Махмудов, Шарафутдин Зелялетдинович  (1853-1932) — депутат ІII Государственной Думы Российской Империи от Уфимской губернии. Сын муллы из Новоусманово (бывшее название Новомуталыпово), проживал с родителями в деревне до 1872 года. После учебы был школьным учителем в Стерлибашевском районе и в г. Стерлитамаке.

- Камаев (Махмутов) Ахмет Камаевич (Камалетдинович) р. 1914 г. Умер в Уфе. Окончил БГПИ в 1938 году, работал учителем истории в Уфе, накануне войны был призван на переподготовку для офицеров, участник Великой Отечественной войны, в боях участвовал уже с 26 июня 1941 года, демобилизовался в октябре 1945 года, дважды тяжело ранен. Председатель исполкома Бакалинского района (1949-1957), Бураевского исполкома (1957-1959), первый секретарь Гафурийского райкома КПСС (1959-1960).